# Barkleyanthus salicifolius
Barkleyanthus salicifolius es una planta arbustiva de la familia de las asteráceas. Es el único representante del género monotípico Barkleyanthus, aunque en ocasiones se lista también como Senecio salignus. Es originaria de América del Norte, desde el sur de Estados Unidos hasta Centroamérica. Se conoce popularmente como chilca, jarilla o azomiate, entre otros. Florece en la temporada seca (enero a abril), distinguiéndose por sus llamativas flores amarillas y el —en ocasiones— fétido olor de las mismas.

## Descripción

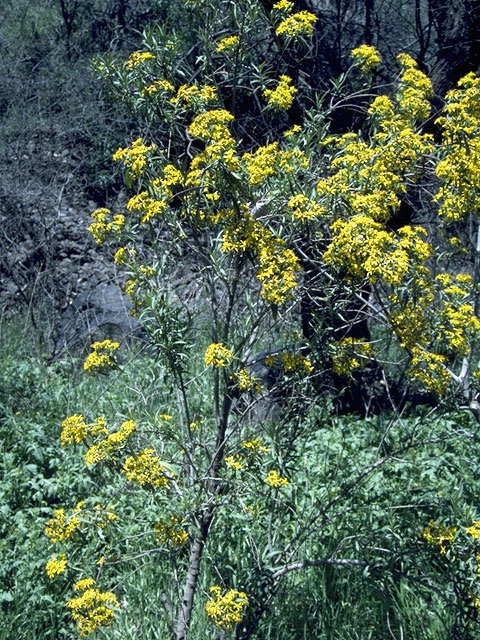
Vista de la planta

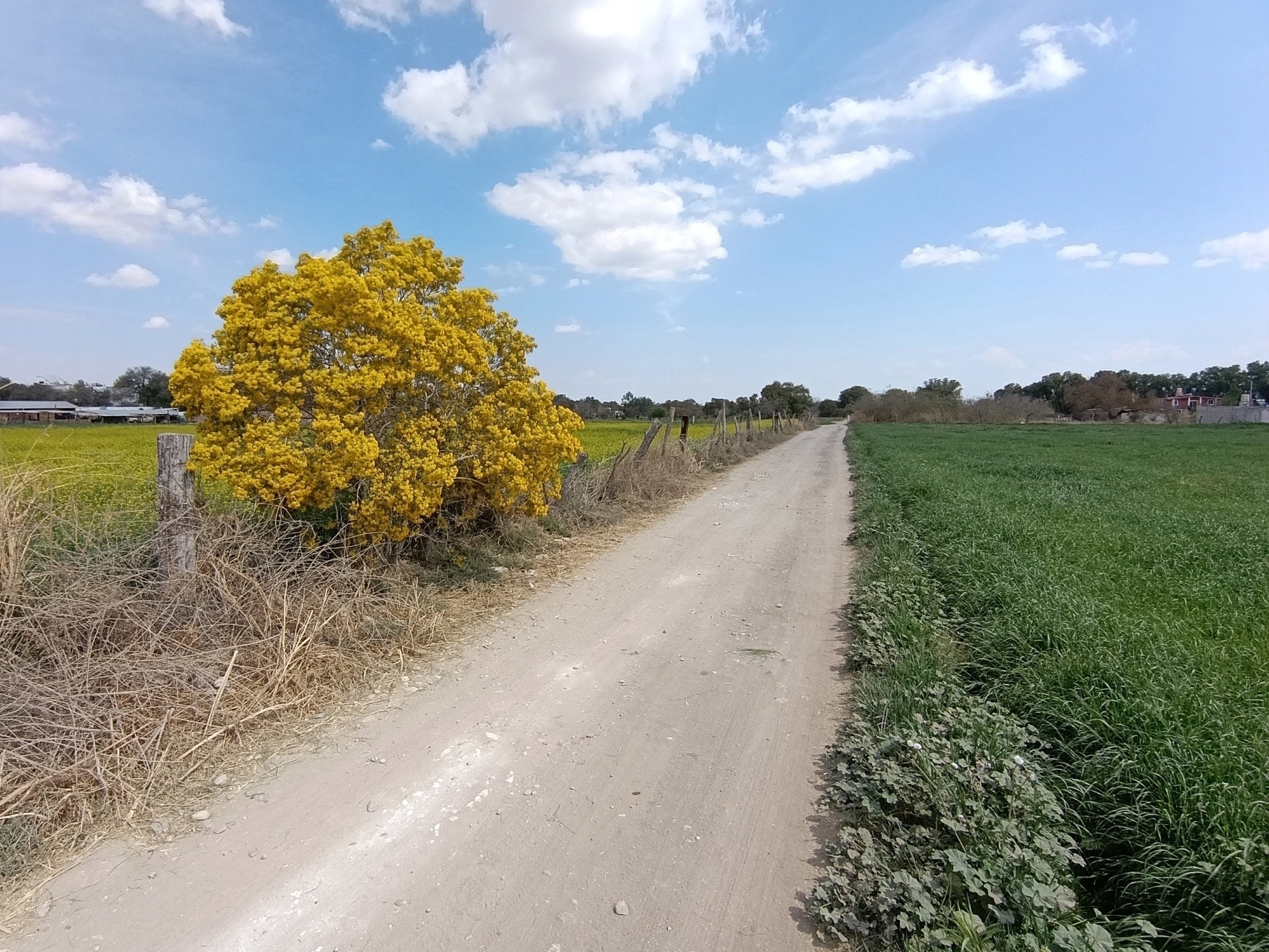
Crecimiento junto a un camino

Barkleyanthus salicifolius es un arbusto leñoso, perenne, muy ramificado casi desde la base, de 1-2 m de altura; algunos ejemplares arborescentes alcanzan los 4 m. Hojas angostas, lanceoladas, alternas, débilmente pecioladas. Capitulescencias en cimas o panículas (densas en racimos axilares y terminales). Los involucros son hemisféricos o campanulados, 5-8 mm de diámetro. La corola es amarilla. Tiene un número de cromosomas de x = 30. El fruto mide menos de 2 mm y es una cipsela claviforme seca con un vilano de cerdas blancas, que ayuda a su dispersión aérea.

## Distribución

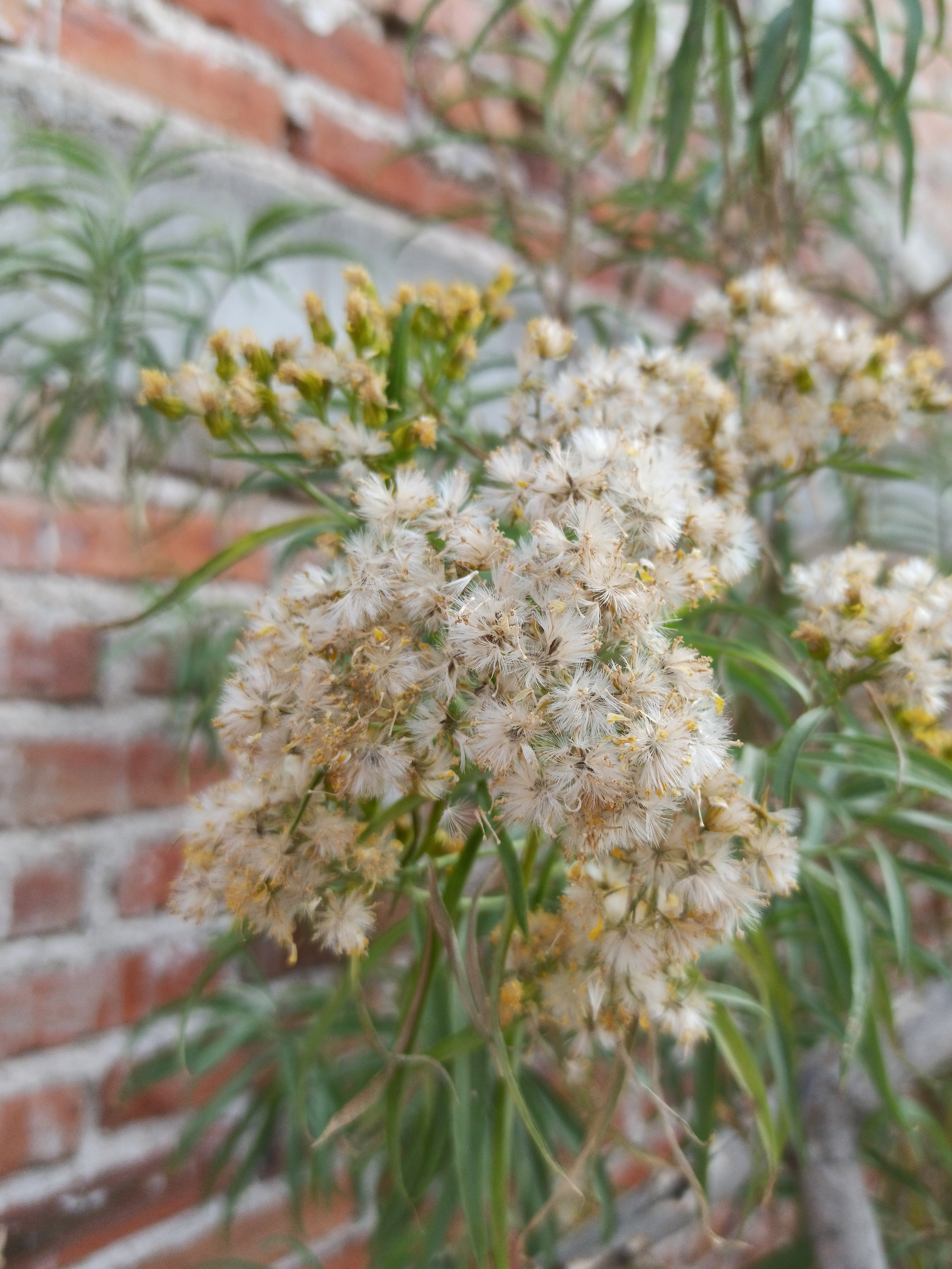
Frutos

Se encuentra desde Arizona hasta Honduras. Es una planta ruderal de rápido crecimiento que acompaña orillas de calles y lugares perturbados dentro de bosques madrenses de pino-encino, así como matorrales xerófilos y praderas (zacatonales) cercanas al límite del bosque. En el Valle de México y la alta montaña mexicana se encuentra hasta los 3650 m s. n. m.

## Usos

### Como insecticida
Barkleyanthus salicifolius se ha utilizado tradicionalmente en Chiapas (México) para proteger granos almacenados del daño de insectos. En julio de 1998, el Instituto de Fitosanidad del Colegio de Postgraduados llevó a cabo una evaluación con polvo de hoja, tallo y raíz de la planta para el control del gorgojo mexicano del frijol (Zabrotes subfasciatus). Este insecto, que es una de las plagas más importantes del frijol almacenado, se ha distribuido en las regiones centrales y sureñas de América. En el estudio se demostró que la raíz de B. salicifolius resulta más efectiva que otras plantas útiles en el manejo del gorgojo, como Hippocratea excelsa, Azadirachta indica y Piper auritum.

### Como planta medicinal
Una infusión o bien un preparado a partir de las ramas y hojas de B. salicifolius se emplea tópicamente contra el reumatismo, el dolor menstrual y la fiebre. La planta también tiene una marcada influencia mágico-religiosa en el centro de México, donde se emplea frecuentemente para limpias y contra el mal de ojo.

## Taxonomía
Barkleyanthus salicifolius fue descrita en 1974 por (Kunth) H.Rob. & Brettell en Phytologia 27(6): 407.

### Etimología
Barkleyanthus: nombre genérico dado en honor al botánico estadounidense Theodore Mitchell Barkley
salicifolius: epíteto latino que significa «de hojas similares al sauce»

### Sinonimia
- Cacalia angustifolia Kunth
- Cineraria angustifolia Kunth
- Cineraria salicifolia Kunth
- Cineraria verna Mairet ex DC.
- Monticalia angustifolia (Kunth) B.Nord.
- Senecio humboldtianus DC.
- Senecio axillaris Klatt
- Senecio salignus DC.[11][13]